# Serrat de la Plaça
El Serrat de la Plaça és una serra situada entre els municipis d'Agullana i de la Jonquera a la comarca de l'Alt Empordà, amb una elevació màxima de 264 metres.